# Abbie Cornish

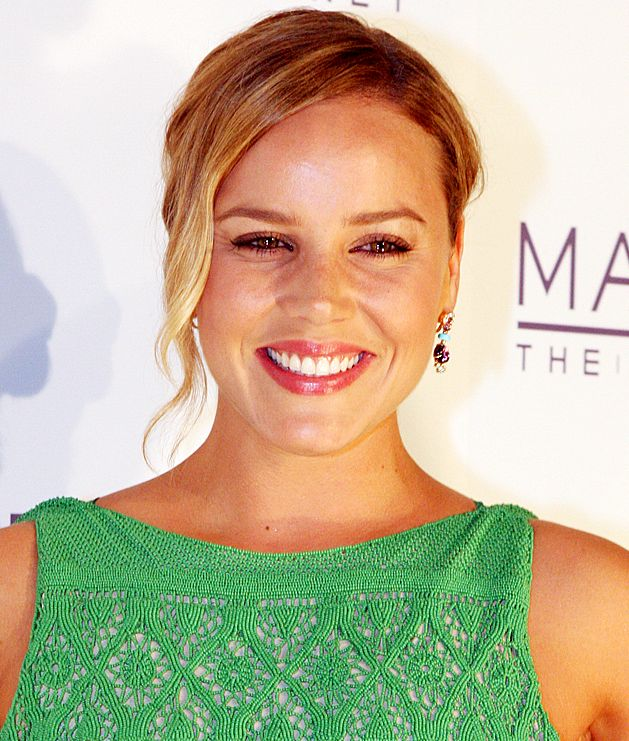
Cornish na premiéře filmu Sedm psychopatů na filmovém festivalu v Torontu (2012)

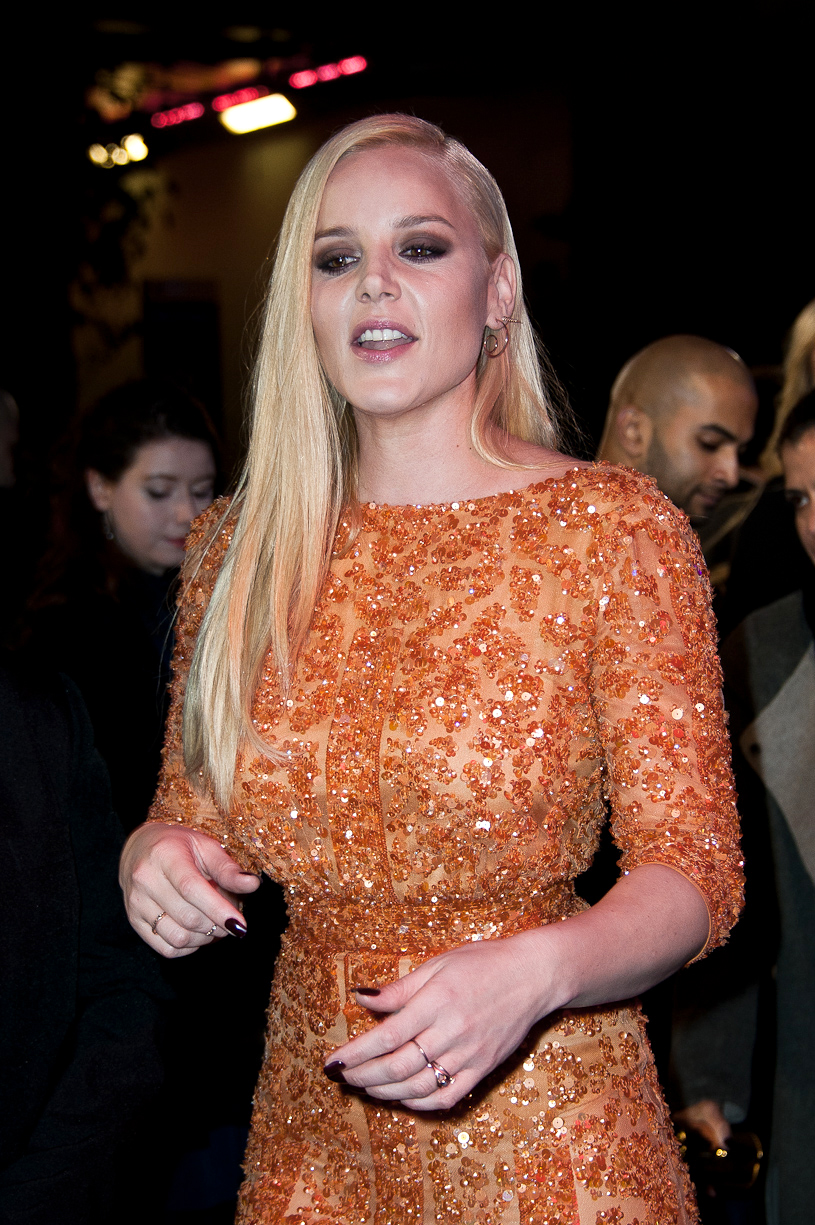
Abbie Cornish na premiéře filmu Robocop (2014)

Abbie Cornish (* 7. srpna 1982, Lochinvar, Nový Jižní Wales) je australská filmová a televizní herečka. S herectvím začínala již ve svých patnácti letech, kdy poprvé hrála v televizním seriálu. V roce 2000 hrála svou první filmovou roli ve filmu Opičí maska. Následovala řada dalších filmů, mezi které patří Dobrý ročník (2006), Sucker Punch (2011) a Sedm psychopatů (2012). Její mladší sestrou je herečka Isabelle Cornish.

## Osobní život
Abbie Cornish se narodila ve vesnici Lochinvar v Novém Jižním Walesu, jako druhá z celkem pěti dětí Shelley a Barryho Cornishových. Vyrůstala spolu se třemi bratry a sestrou (také herečkou) na velké farmě v Hunter Valley poblíž Lochnivaru. Ve věku 13 let se pro ni mnohé změnilo; začala s modelingem i herectvím a stala se z ní zapřisáhlá vegetariánka. Na televizní obrazovce se ale poprvé objevila až když jí bylo 15 a to v seriálu Children's Hospital. Na středí škole díky vynikajícím výsledkům přeskočila osmou třídu. V 16 letech odešla od rozvádějících se rodičů. Záhy nato začaly přicházet i její první televizní úspěchy, přesto se v té době věnovala spíše přípravě na studium veteriny, než čemukoliv jinému.
V roce 2006 se stala vyslankyní Institutu ochrany zvířat za práva zvířat a od té doby je známá jako milovnice zvířat a propagátorka jejich práv, účastní se i různých akcí.
V souvislosti s natáčením filmu Ve službách války (2007) se v bulvárních médiích spekulovalo o jejím podílu na rozpadu manželství Ryana Phillippa a Reese Witherspoonové, avšak Abbie toto obvinění odmítla. Vztah s ním totiž začal až po rozvodu v roce 2008. Roku 2010 se ale rozešli.

## Kariéra
Její kariéra začala modelingem, když jí bylo 13 let. Jako modelka se tehdy ocitla v soutěži pro Dolly Magazine. V roce 1999 jí byla udělena cena od Australského filmového institutu za roli v Wildside a byla jí nabídnuta role v celovečerním filmu The Monkey Mask (Opičí maska).
V roce 2004 získala další ocenění, tentokrát za roli v kratším filmu Everything Goes s Hugem Weavingem. Získala cenu Australského filmového institutu za nejlepší ženský herecký výkon v hlavní roli, dále také získala ocenění za nejlepší ženský herecký výkon v FCCA a IF Awards a nejlepší výkon v roce 2005 na mezinárodního filmového festivalu v Miami pro její roli ve filmu Salto do života. Od té doby si zahrála ještě v mnoha dalších celovečerních filmech, přesto lze říct, že největšího úspěchu se jí dostalo za roli ve filmu Dobrý ročník s Russellem Crowem, dále také ve filmu Jasná hvězda, díky kterému byla nominována na mnoho cen.
V roce 2000 začala Cornishová vystupovat pod přezdívkou Dusk jako raperka. Na začátku roku 2015 vydala dvě skladby; „Evolve“ s Jane Tyrrellovou, a „Way Back Home“.

## Filmografie
| Rok  | Název                             | Role                     | Poznámky |
| ---- | --------------------------------- | ------------------------ | --- |
| 2000 | Opičí maska                       | Mickey Norris            | |
| 2004 | Salto do života                   | Heidi                    | |
| 2004 | Báječný den                       | Emma Matisse             | |
| 2006 | Dobrý ročník                      | Christie Roberts         | |
| 2006 | Candy                             | Candy                    | |
| 2007 | Královna Alžběta: Zlatý věk       | Bess Throckmorton        | |
| 2008 | Ve službách války                 | Michelle Overton         | |
| 2009 | Jasná hvězda                      | Fanny Brawne             | nominována Chicago Film Critics Association na ocenění pro nejlepší herečku nominována Houston Film Critics Society na ocenění pro nejlepší herečku nominována na Satellite Award pro nejlepší nejlepší herečku |
| 2010 | Legenda o sovích strážcích        | Otulissa                 | dabing |
| 2011 | W.E.                              | Wally Winthrop           | |
| 2011 | Všemocný                          | Lindy                    | |
| 2011 | Sucker Punch                      | Sweet Pea                | |
| 2012 | Sedm psychopatů                   | Kaya                     | |
| 2012 | Dívka                             | Ashley                   | |
| 2014 | Robocop                           | Clara Murphy             | |
| 2015 | solace                            | agentka Katherine Cowles | |
| 2017 | Geostorm: Globální nebezpečí      | agentka Sarah Wilson     | |
| 2017 | 6 Days                            | Kate Adie                | |
| 2017 | Tři billboardy kousek za Ebbingem | Anne Willoughby          | získala Screen Actors Guild Award pro nejlepší herečku ve vedlejší roli |